# Schlacht von Gallipoli (1312)
Die Schlacht von Gallipoli wurde 1312 zwischen dem Byzantinischen Reich und dem mit ihm verbündeten Serbischen Königreich gegen die Turkopolen unter Halil Pascha ausgefochten. 
Die Türken hatten im Vorfeld der Schlacht das Umland geplündert und verwüstet. Zwei Jahre lang befand sich Thrakien in den Händen Halil Paschas, was es der einheimischen Bevölkerung unmöglich machte, in dieser Zeit ihr Land zu bebauen. Michael IX. stellte eine Armee auf und trieb die Türken auf die Halbinsel von Gallipoli; ihm zur Hilfe kamen zweitausend serbische Reiter des Königs Stefan Uroš II. Milutin, während die genuesische Flotte die Türken von der See her blockierte. Halil und seine Türken wurden in der anschließenden Schlacht massakriert. Einige Turkopolen kehrten nach der Schlacht in byzantinische Dienste zurück.